# Фабретти, Ариоданте
Ариода́нте Фабре́тти (итал. Ariodante Fabretti; 1816—1894) — выдающийся итальянский археолог, сенатор.

## Биография
В 1849 году — член и секретарь Учредительное собрания.
С 22 ноября 1859 года — профессор итальянской литературы в Университете Модены.
С 4 февраля 1860 года — профессор итальянского языка в Университете Болоньи.
С 11 августа 1860 года — профессор археологии в Университете Турина.
С 1871 года по 1894 год — директор Египетского музея в Турине.
C 1876 года по 1880 год — депутат Палаты депутатов Итальянского Королевства. Член группы левых.
С 1880 года по 1883 год — директор Магистерской школы Факультета литературы и философии Туринского университета.
С 12 мая 1881 года по 4 мая 1884 года — член Высшего совета по народному образованию, а 27 ноября 1882 года по 4 мая 1884 года — член его исполнительного совета.
С 1882 года по 1888 год и с 1891 года по 1894 год — президент Общества археологии и изящных искусств в Турине.
С 6 апреля 1883 года по 1894 год — президент Общества кремации в Турине.
С 17 мая 1885 года по 24 мая 1891 года — Вице-президент Академии наук Турина.
С 1887 года — коммунальный советник Турина.
С 26 января 1889 года по 15 сентября 1894 года — сенатор Итальянского Королевства.

## Награды
- Командор ордена Короны Италии
- Офицер ордена Святых Маврикия и Лазаря
- Кавалер ордена Святых Маврикия и Лазаря
- Кавалер Савойского гражданского ордена
- Кавалер ордена Почётного легиона (Франция, 2 августа 1868 года)
- Кавалер ордена Розы (Бразилия)

## Научные звания
- Действительный член Академии наук Турина
- Член-корреспондент Королевского общества в Неаполе (5 июля 1864 года)
- действительный член Королевского общества в Неаполе (9 декабря 1891 года)
- Член-корреспондент Ломбардского института наук и литературы в Милане (9 февраля 1865 года)
- Член Национальной академии дей Линчеи в Риме (4 августа 1875 года)
- Национальный почётный член депутации по истории родины в Венеции (28 октября 1888 года)
- Действительный член депутации по истории родины в провинции Романья.
- Член Академии делла Круска во Флоренции (26 июня 1877 года)
- Член Венецианского института науки, литературы и искусства.
- Член депутации по истории родины в Тоскане
- Член-корреспондент Института Франции

## Труды
Основные работы Фабретти: «Biografie dei capitani venturieri dell’Umbria» (Монтепульчиано, 1842—1845); «Cronache e storie inedite della città di Perugia dal 1150 al 1563» (Флоренция, 1850—1851); «Corpus inscriptionum italicarum antiquioris aevi» (Турин, 1867); «Documenti di storia Perugina» (Турин, 1887); «Cronache della città di Perugia» (Турин, 1887—1888).